# Limia (peces)
Limia es un género de peces actinopeterigios de agua dulce, distribuidos por ríos de América Central todas las especies, menos Limia heterandria que se encuentra en Venezuela.

## Especies
Existen 21 especies reconocidas en este género:
- Limia caymanensis Rivas y Fink, 1970
- Limia dominicensis (Valenciennes, 1846)
- Limia fuscomaculata Rivas, 1980
- Limia garnieri Rivas, 1980
- Limia grossidens Rivas, 1980
- Limia heterandria Regan, 1913
- Limia immaculata Rivas, 1980
- Limia melanogaster (Günther, 1866)
- Limia melanonotata Nichols y Myers, 1923
- Limia miragoanensis Rivas, 1980
- Limia nigrofasciata Regan, 1913
- Limia ornata Regan, 1913
- Limia pauciradiata Rivas, 1980
- Limia perugiae (Evermann y Clark, 1906)
- Limia rivasi Franz y Burgess, 1983
- Limia sulphurophila Rivas, 1980
- Limia tridens (Hilgendorf, 1889)
- Limia versicolor (Günther, 1866)
- Limia vittata (Guichenot, 1853)
- Limia yaguajali Rivas, 1980
- Limia zonata (Nichols, 1915)